# Tršnice (stacja kolejowa)
Tršnice – stacja kolejowa w Chebie, w dzielnicy Tršnice, w kraju karlowarskim, w Czechach. Jest ważnym węzłem kolejowym. Znajduje się na wysokości 430 m n.p.m.
Jest zarządzana przez Správę železnic. Na stacji nie ma możliwości zakupu biletów, a obsługa podróżnych odbywa się w pociągu.

## Linie kolejowe
- 140 Chomutov - Karlovy Vary - Cheb
- 146 Cheb - Luby u Chebu
- 148 Cheb - Hranice v Čechách